# 마인츠 대학교
마인츠 대학교의 공식 명칭은 요하네스 구텐베르크 마인츠 대학교(Johannes Gutenberg-Universität Mainz)이다. 독일의 공립대학으로 독일 라인란트팔츠 주 마인츠에 있다. 2010/11 겨울학기를 기준으로 3만 5785명이 재학하고 있는 대학교이다.

## 명성
2016년 기준 독일 대학 랭킹 20위와 세계 대학 랭킹 244위를 기록하였다. 2005년 1월 1일에 구조개혁을 단행하면서 11개의 학부로 나뉘었다. 학교의 이름은 공립학교이므로 지역명을 따랐고, 이 지역 출신으로 인쇄용 압축기를 발명하여 유럽의 인쇄술을 혁신한 요하네스 구텐베르크의 이름을 넣었다.